# Bellizinca scoti
Bellizinca scoti là một loài thực vật có hoa trong họ Thiến thảo. Loài này được (J.H.Kirkbr.) Borhidi mô tả khoa học đầu tiên năm 2004.